# Allium sinkiangense
Allium sinkiangense — вид рослин з родини амарилісових (Amaryllidaceae); ендемік Сіньцзяну (Китай).

## Поширення
Ендемік Китаю — Сіньцзян.